# آلبرتینا
آلبرتینا (آلمانی: Albertina) یک موزه هنر در منطقه تاریخی وین اتریش است. در این موزه، در کنار کارهای گرافیکی، عکس‌ها و طراحی‌های معماری بسیار، بیش از یک میلیون آثار چاپی قدیم وجود دارد. این موزه هم‌چنین اتاق‌هایی شامل آثار هنری معاصر است.

## نگارخانه

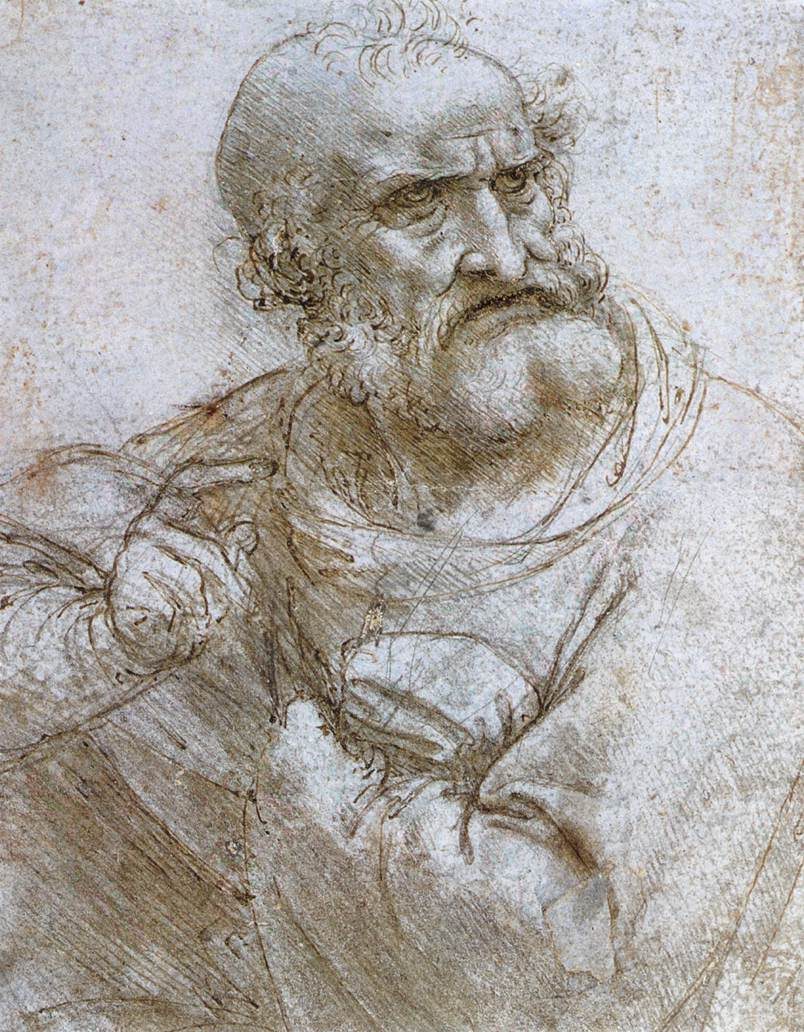
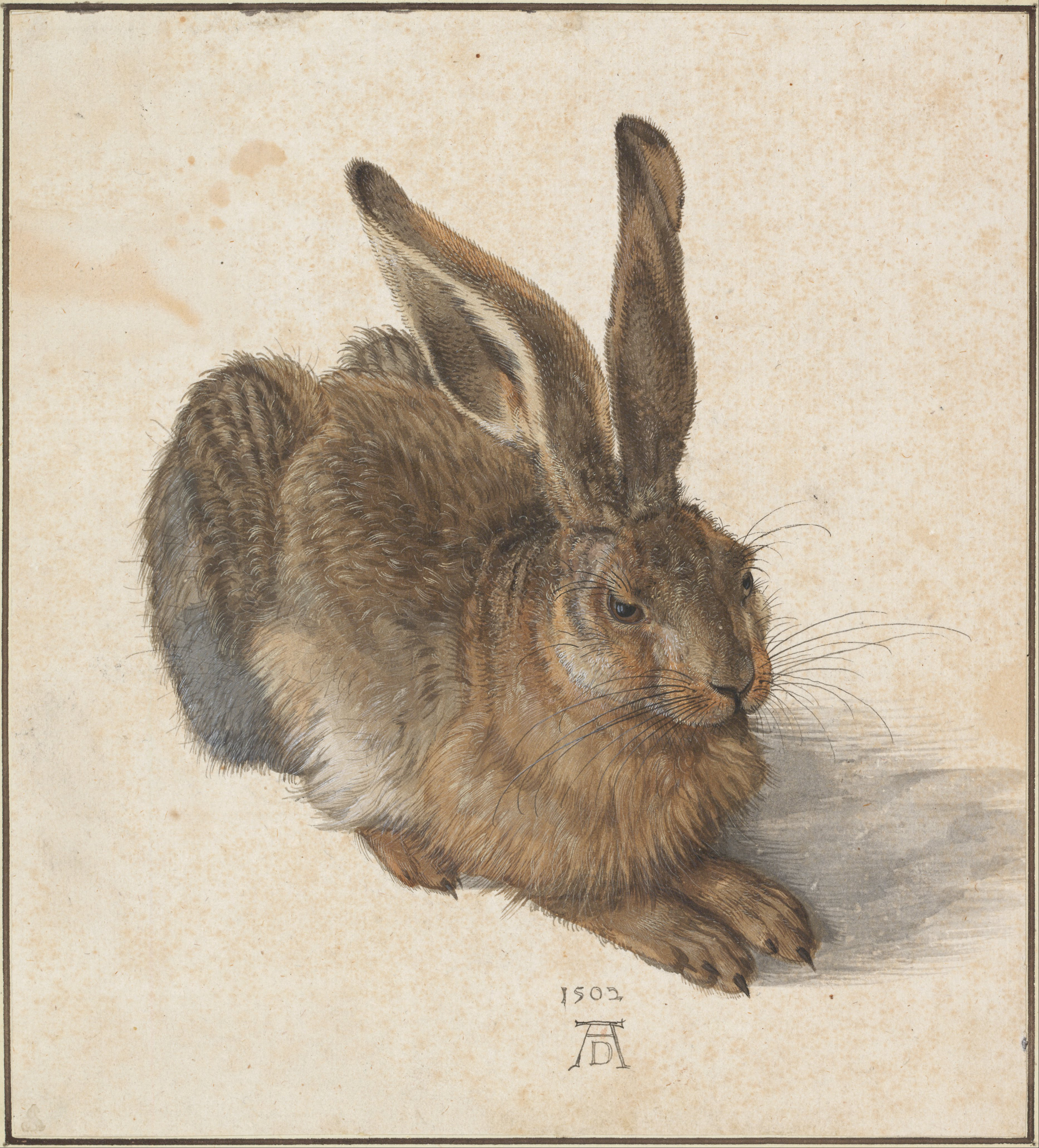
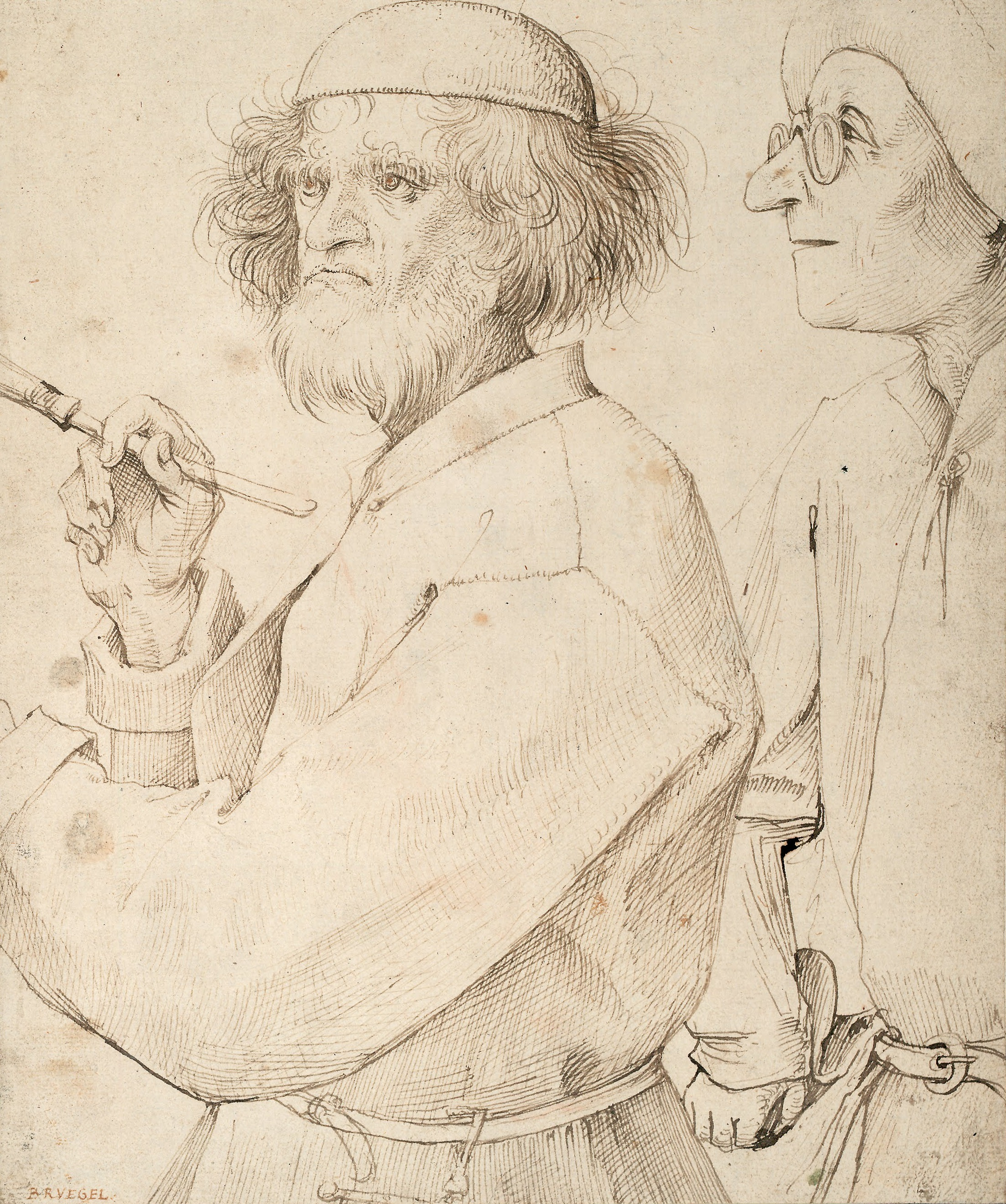
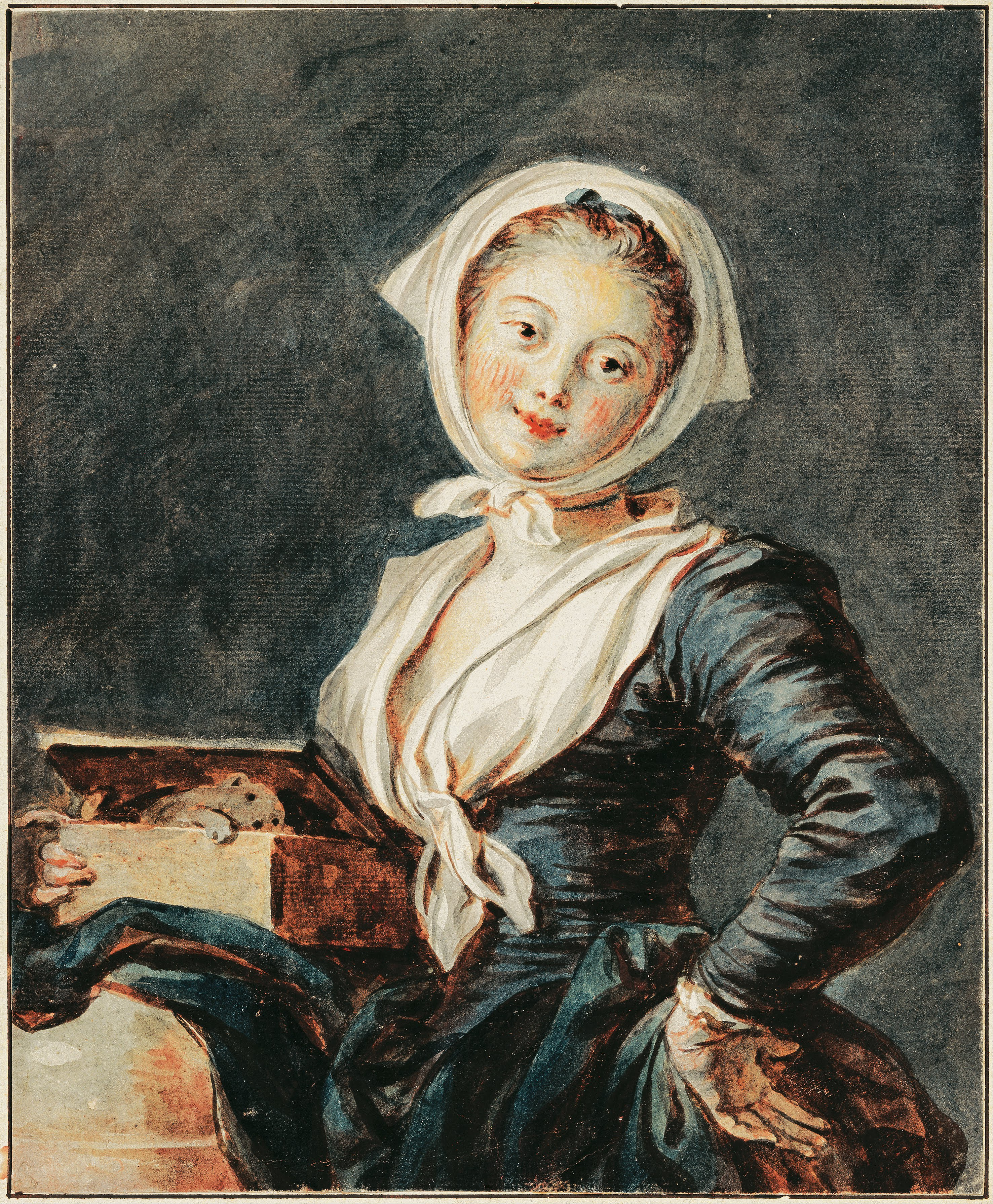
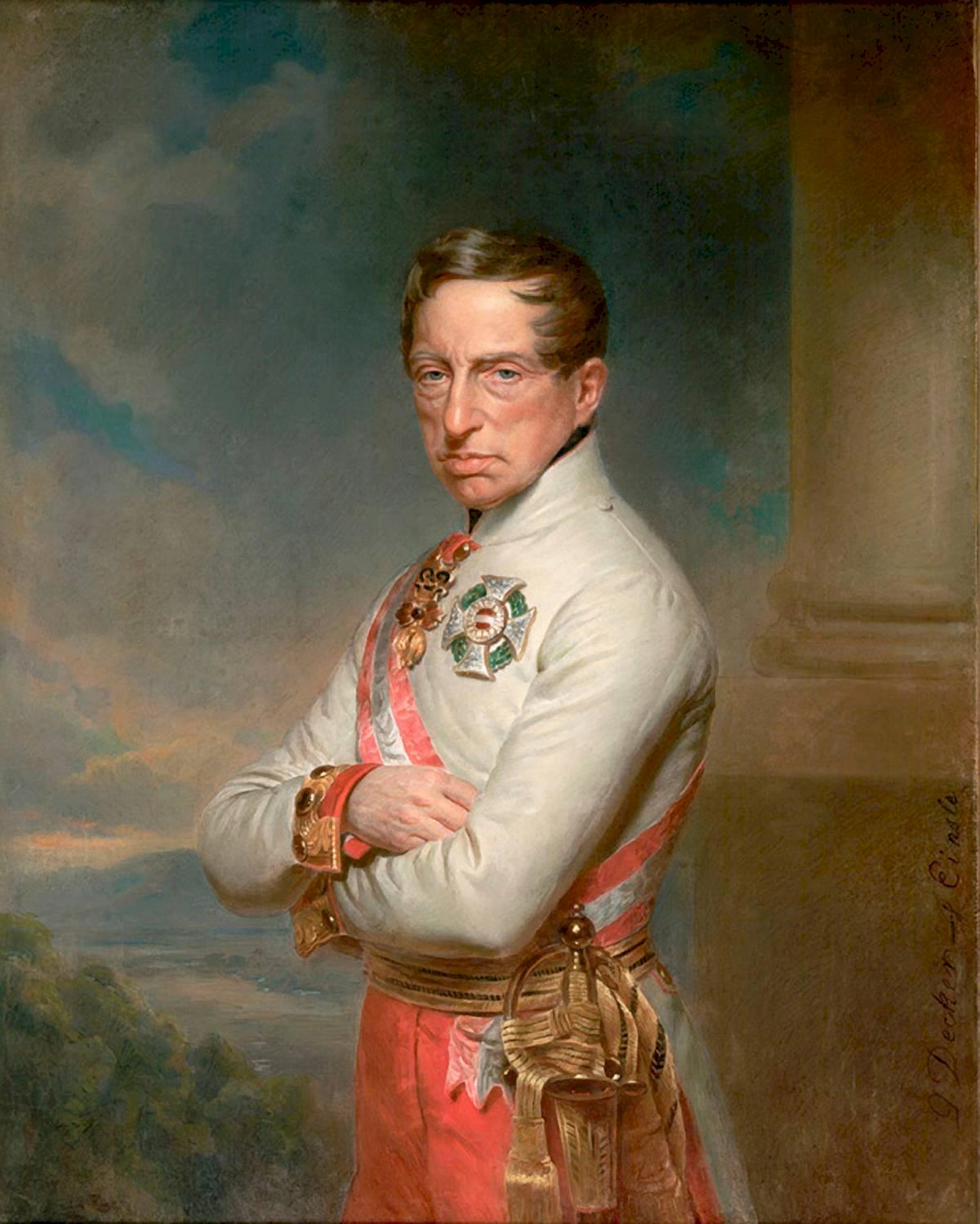
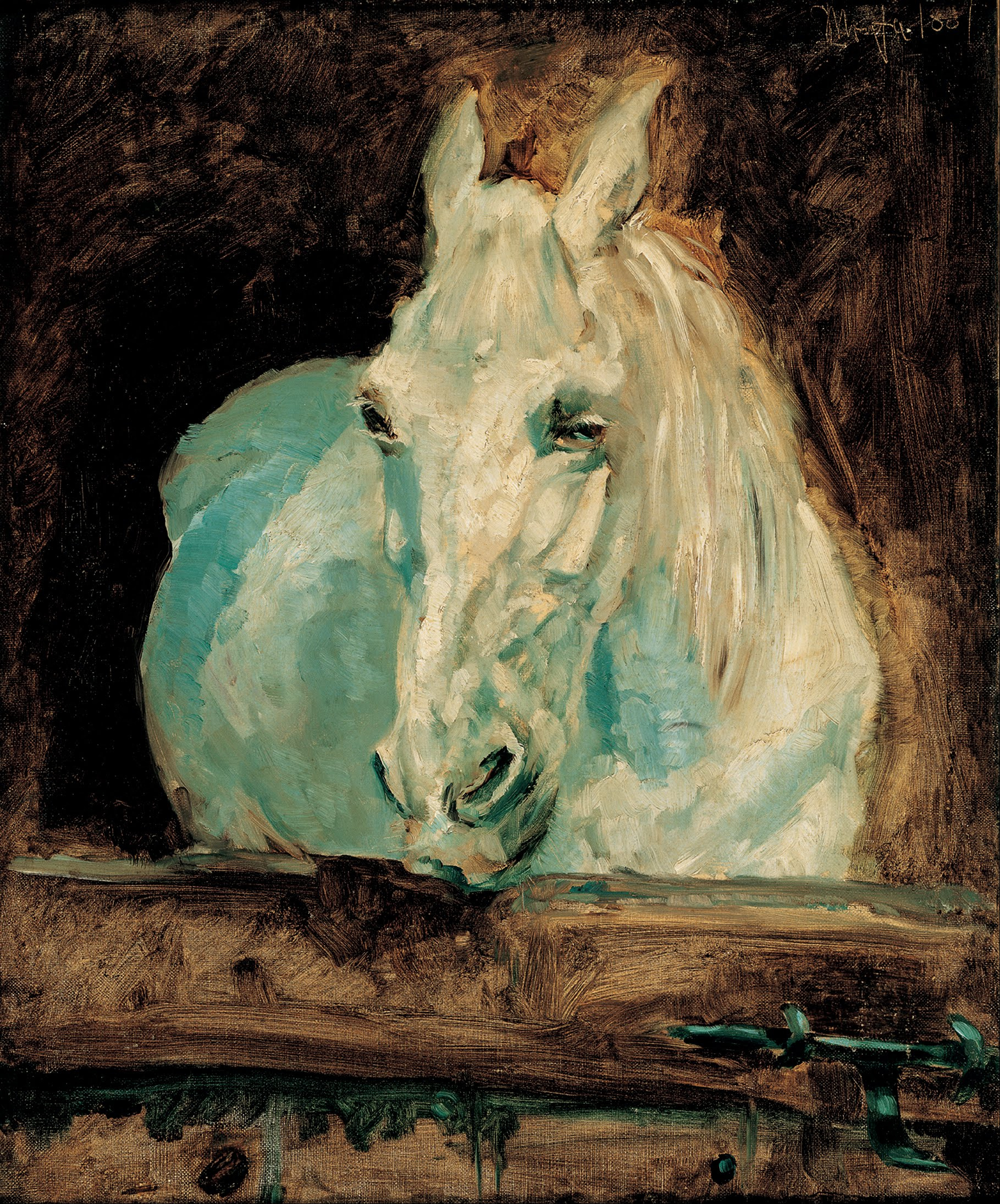
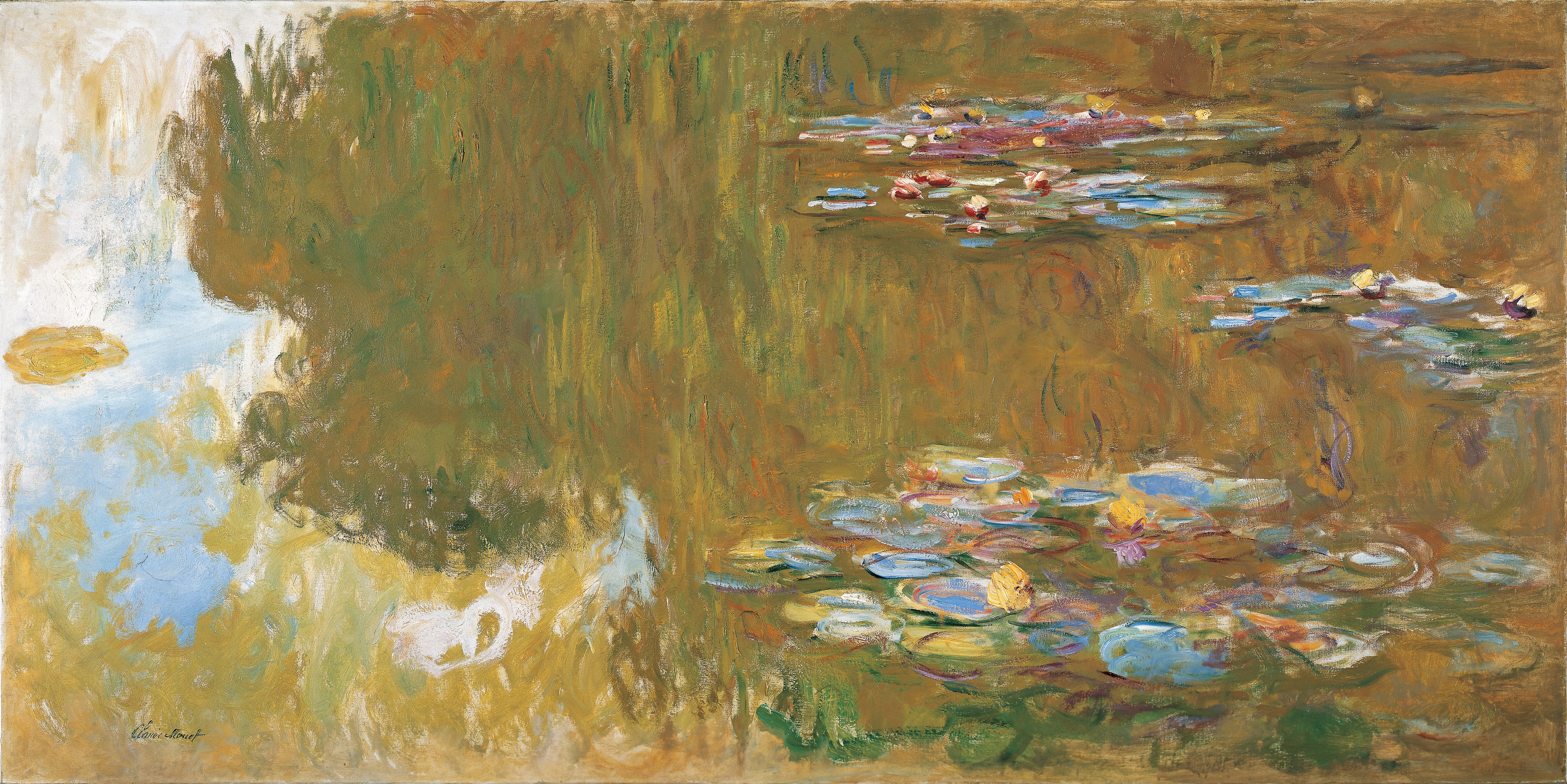
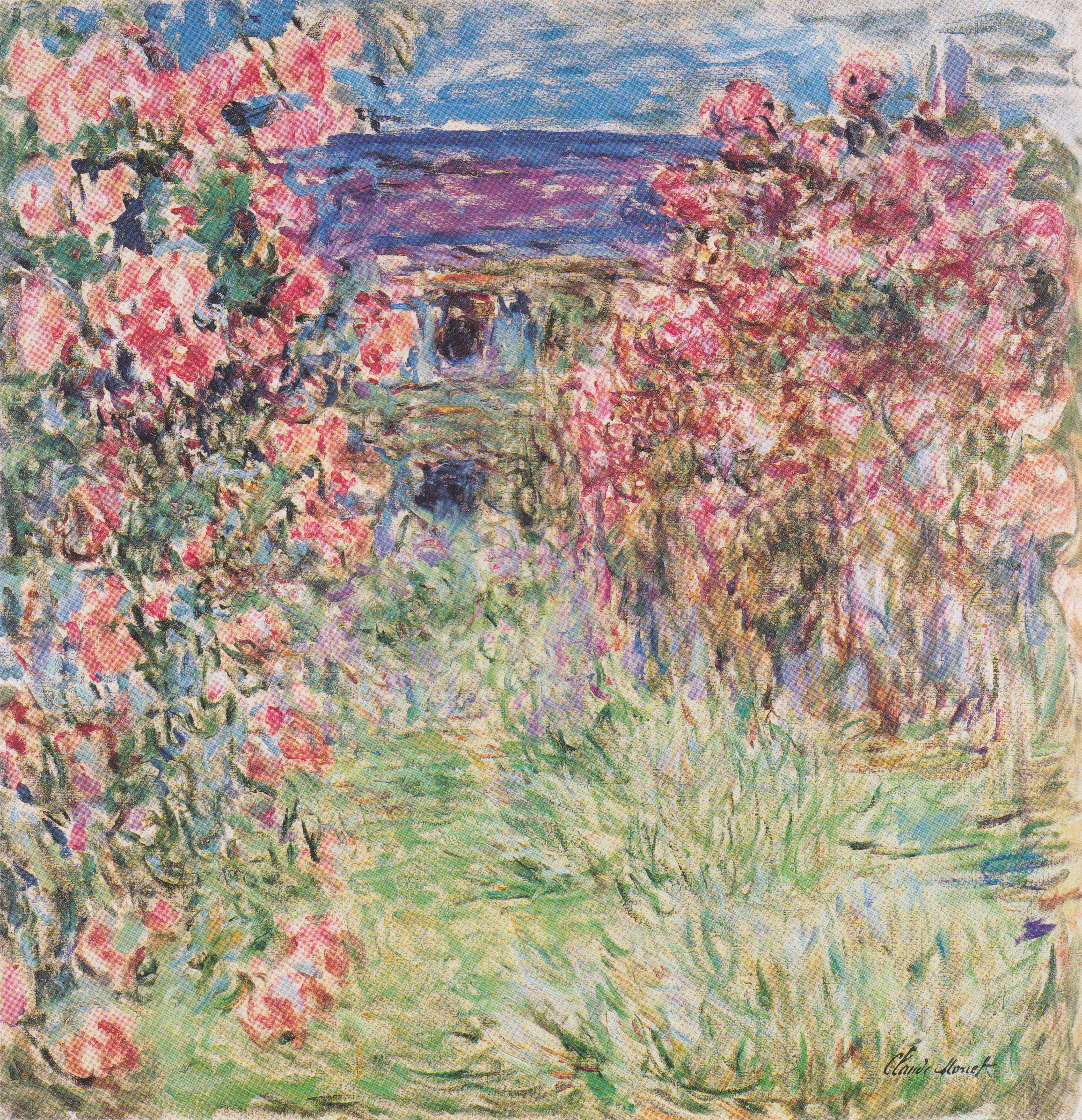